# Beaudéan
Beaudéan est une commune française située dans le centre du département des Hautes-Pyrénées, en région Occitanie
Ses habitants sont appelés les Beaudéannais.
Beaudéan est une commune rurale qui compte 392 habitants en 2022, après avoir connu un pic de population de 1 000 habitants en 1841. Elle est dans l'agglomération de Bagnères-de-Bigorre et fait partie de l'aire d'attraction de Bagnères-de-Bigorre. Ses habitants sont appelés les Beaudéannais ou  Beaudéannaises. Sur le plan historique et culturel, la commune est dans la province du Haut-Adour, autrefois incluse dans l’ancien comté de Bigorre.
Il s’agit d’une zone montagneuse constituée des prolongements occidentaux des massifs de Néouvielle et de l’Arbizon. Exposée à un climat de montagne, elle est drainée par l'Adour, l'Adour de Lesponne, le ruisseau de Binaros et par divers autres petits cours d'eau. La commune possède un patrimoine naturel remarquable : un site Natura 2000 (« Liset de Hount Blanque »), un espace protégé (l'« Adour et affluents ») et sept zones naturelles d'intérêt écologique, faunistique et floristique.

## Géographie

### Localisation
La commune de Beaudéan se trouve dans le département des Hautes-Pyrénées, en région Occitanie.
Elle se situe à 24 km à vol d'oiseau de Tarbes, préfecture du département, et à 4 km de Bagnères-de-Bigorre, sous-préfecture.
Les communes les plus proches sont : 
Asté (1,4 km), Campan (1,5 km), Gerde (3,0 km), Bagnères-de-Bigorre (4,3 km), Lies (5,3 km), Marsas (5,4 km), Banios (5,7 km), Uzer (5,9 km).
Sur le plan historique et culturel, Beaudéan fait partie de la province historique du Haut-Adour, autrefois incluse dans l’ancien comté de Bigorre. Il s’agit d’une zone montagneuse constituée des prolongements occidentaux des massifs de Néouvielle et de l’Arbizon,.
|                     | Asté     |        |
|                     | Beaudéan | Campan |
| Bagnères-de-Bigorre |          |        |

### Hydrographie

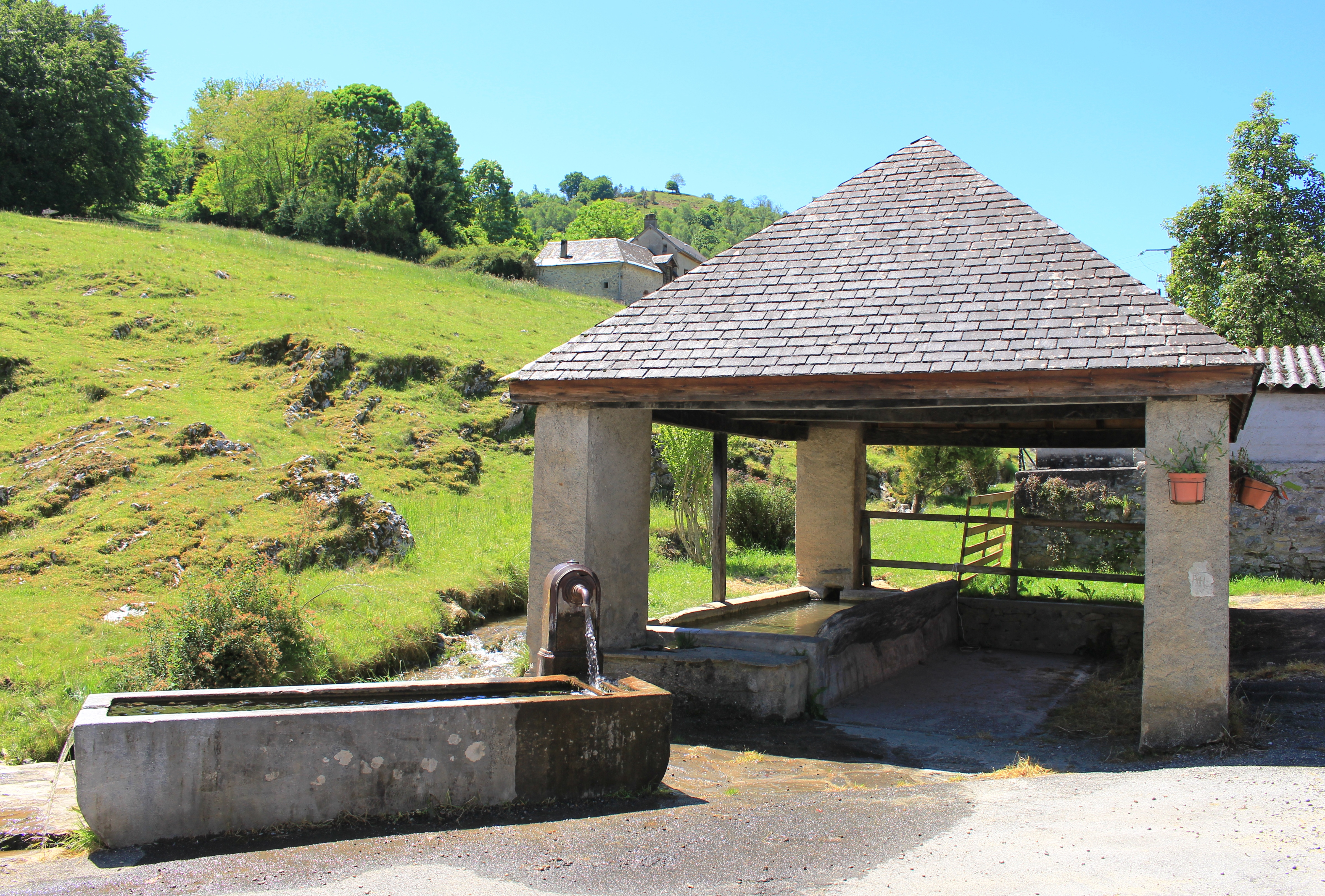
Le lavoir du village.

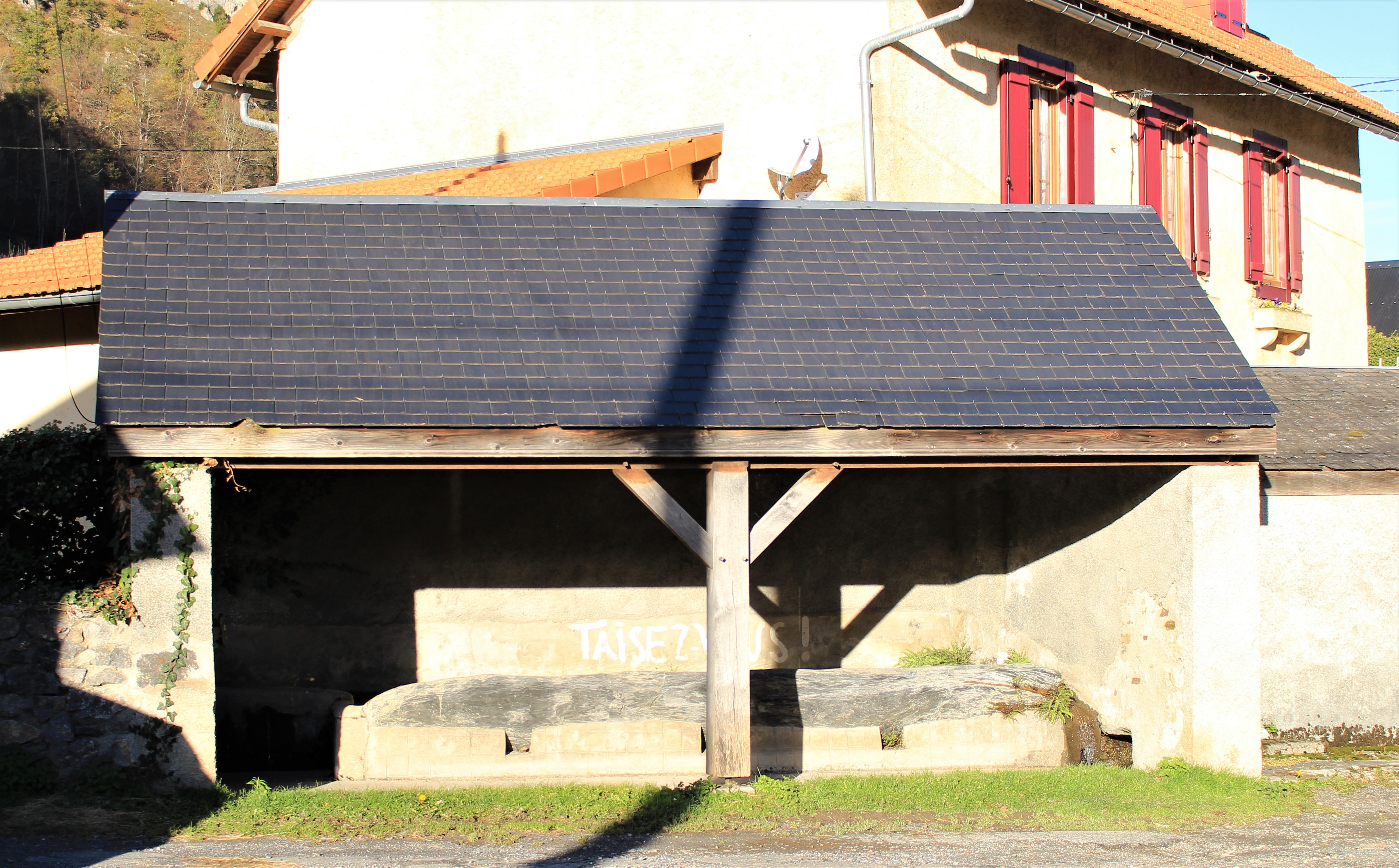
Le lavoir en vallée de Lesponne.

Elle est drainée par l'Adour, l'Adour de Lesponne, le ruisseau de Binaros, l'ardazen, le ruisseau de Hount Hérède, le ruisseau de la Glère, le ruisseau de Narbios, le ruisseau du Brouilh, le ruisseau du hourc, le ruisseau Serris et par divers petits cours d'eau, constituant un réseau hydrographique de 23 km de longueur totale,.
L'Adour, d'une longueur totale de 308,8 km, se forme dans la vallée de Campan en Haute-Bigorre de la réunion de trois torrents : l'Adour de Payolle, l'Adour de Gripp et l'Adour de Lesponne et s'écoule du sud vers le nord. Il traverse la commune et se jette dans le golfe de Gascogne à Anglet, après avoir traversé 118 communes.
L'Adour de Lesponne, d'une longueur totale de 18,6 km, prend sa source dans la commune de Beaucens et s'écoule du sud vers le nord. Il traverse la commune et se jette dans l'Adour à Beaudéan, après avoir traversé 4 communes.

### Climat
Le climat qui caractérise la commune est qualifié, en 2010, de « climat des marges montargnardes », selon la typologie des climats de la France qui compte alors huit grands types de climats en métropole. En 2020, la commune ressort du type « climat de montagne » dans la classification établie par Météo-France, qui ne compte désormais, en première approche, que cinq grands types de climats en métropole. Pour ce type de climat, la température décroît rapidement en fonction de l'altitude. On observe une nébulosité minimale en hiver et maximale en été. Les vents et les précipitations varient notablement selon le lieu.
Les paramètres climatiques qui ont permis d’établir la typologie de 2010 comportent six variables pour les températures et huit pour les précipitations, dont les valeurs correspondent à la normale 1971-2000. Les sept principales variables caractérisant la commune sont présentées dans l'encadré ci-après.
| Paramètres climatiques communaux sur la période 1971-2000 - Moyenne annuelle de température : 11 °C - Nombre de jours avec une température inférieure à −5 °C : 4,3 j - Nombre de jours avec une température supérieure à 30 °C : 4,1 j - Amplitude thermique annuelle : 14 °C - Cumuls annuels de précipitation : 1 192 mm - Nombre de jours de précipitation en janvier : 10,3 j - Nombre de jours de précipitation en juillet : 9,1 j |

Avec le changement climatique, ces variables ont évolué. Une étude réalisée en 2014 par la Direction générale de l'Énergie et du Climat complétée par des études régionales prévoit en effet que la  température moyenne devrait croître et la pluviométrie moyenne baisser, avec toutefois de fortes variations régionales. Ces changements peuvent être constatés sur la station météorologique de Météo-France la plus proche, « Artigues », sur la commune de Campan, mise en service en 1959 et qui se trouve à 1 km à vol d'oiseau,, où la température moyenne annuelle est de 7,7 °C et la hauteur de précipitations de 1 220,8 mm pour la période 1981-2010.
Sur la station météorologique historique la plus proche, « Tarbes-Lourdes-Pyrénées », sur la commune d'Ossun, mise en service en 1946 et à 23 km, la température moyenne annuelle évolue de 12,2 °C pour la période 1971-2000, à 12,6 °C pour 1981-2010, puis à 12,9 °C pour 1991-2020.

### Milieux naturels et biodiversité

#### Espaces protégés
La protection réglementaire est le mode d’intervention le plus fort pour préserver des espaces naturels remarquables et leur biodiversité associée,.
Dans ce cadre, la commune fait partie.
Un  espace protégé est présent sur la commune : 
l'« Adour et affluents », objet d'un arrêté de protection de biotope, d'une superficie de 215,8 ha.

#### Réseau Natura 2000

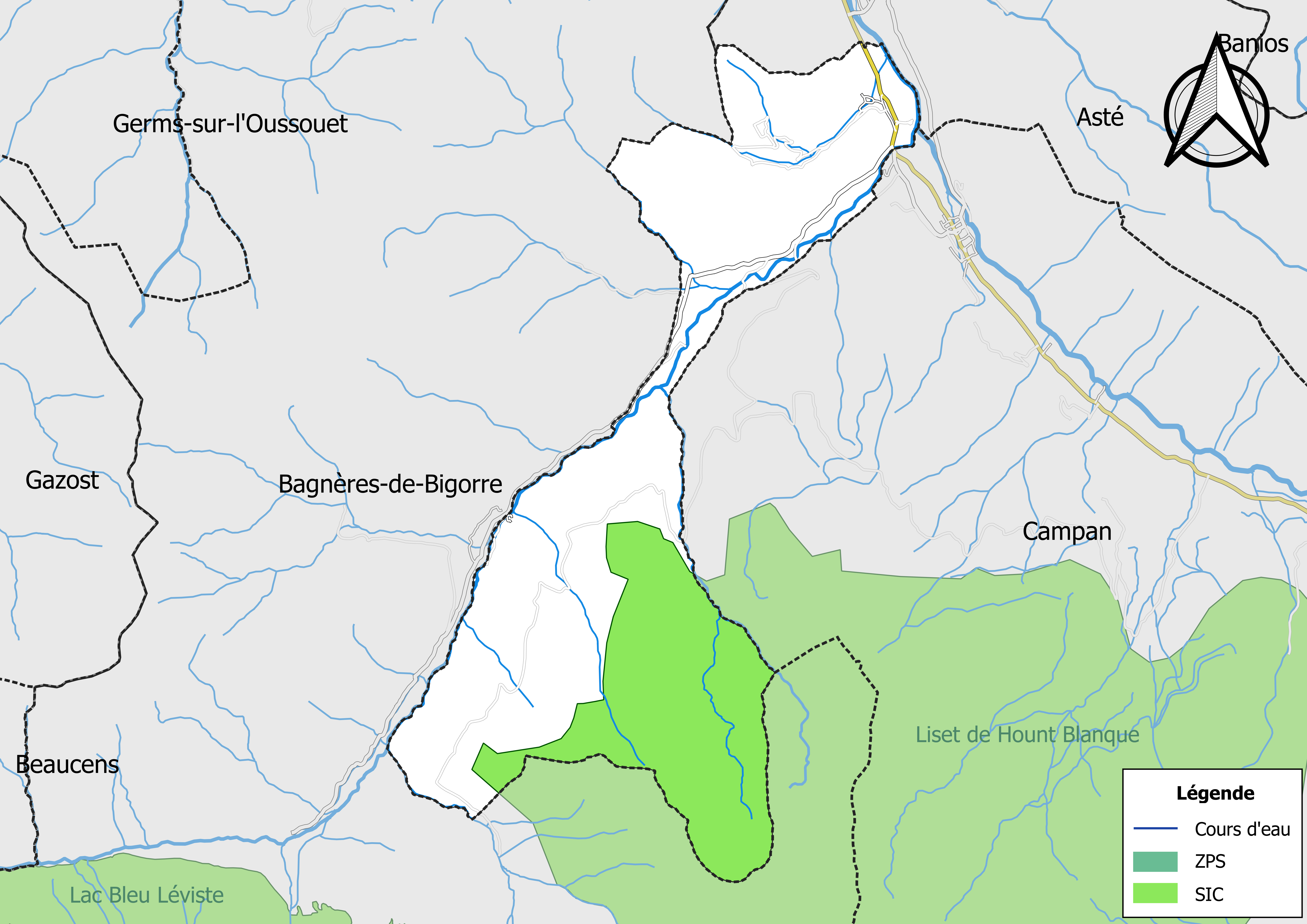
Site Natura 2000 sur le territoire communal.

Le réseau Natura 2000 est un réseau écologique européen de sites naturels d'intérêt écologique élaboré à partir des Directives « Habitats » et « Oiseaux », constitué de zones spéciales de conservation (ZSC) et de zones de protection spéciale (ZPS).
Un site Natura 2000 a été défini sur la commune au titre de la « directive Habitats » : « liset de Hount Blanque », d'une superficie de 4 059 ha, présente une végétation caractéristique de la haute-montagne pyrénéenne calcaire et siliceus, dont des pineraies de pins à crochets.

#### Zones naturelles d'intérêt écologique, faunistique et floristique
L’inventaire des zones naturelles d'intérêt écologique, faunistique et floristique (ZNIEFF) a pour objectif de réaliser une couverture des zones les plus intéressantes sur le plan écologique, essentiellement dans la perspective d’améliorer la connaissance du patrimoine naturel national et de fournir aux différents décideurs un outil d’aide à la prise en compte de l’environnement dans l’aménagement du territoire.
Quatre ZNIEFF de type 1 sont recensées sur la commune :
- « l'Adour, de Bagnères à Barcelonne-du-Gers » (2 786 ha), couvrant 59 communes dont 18 dans le Gers, une dans les Landes et 40 dans les Hautes-Pyrénées[30] ;
- le « massif karstique du Monné, Tucou, Bédat » (1 512 ha), couvrant 3 communes du département[31] ;
- la « montagne du Liset de Hount Blanque et Aygue Rouye à la montagnette » (3 294 ha), couvrant 3 communes du département[32] ;
- la « vallée de Lesponne » (4 544 ha), couvrant 4 communes du département[33] ;

et trois ZNIEFF de type 2, : 
- l'« Adour et milieux annexes » (3 634 ha), couvrant 60 communes dont 18 dans le Gers, une dans les Landes et 41 dans les Hautes-Pyrénées[34] ;
- le « bassin du Haut Adour » (27 303 ha), couvrant 18 communes du département[35] ;
- le « massif du Monné, vallée de l'Oussouet » (6 955 ha), couvrant 11 communes du département[36].

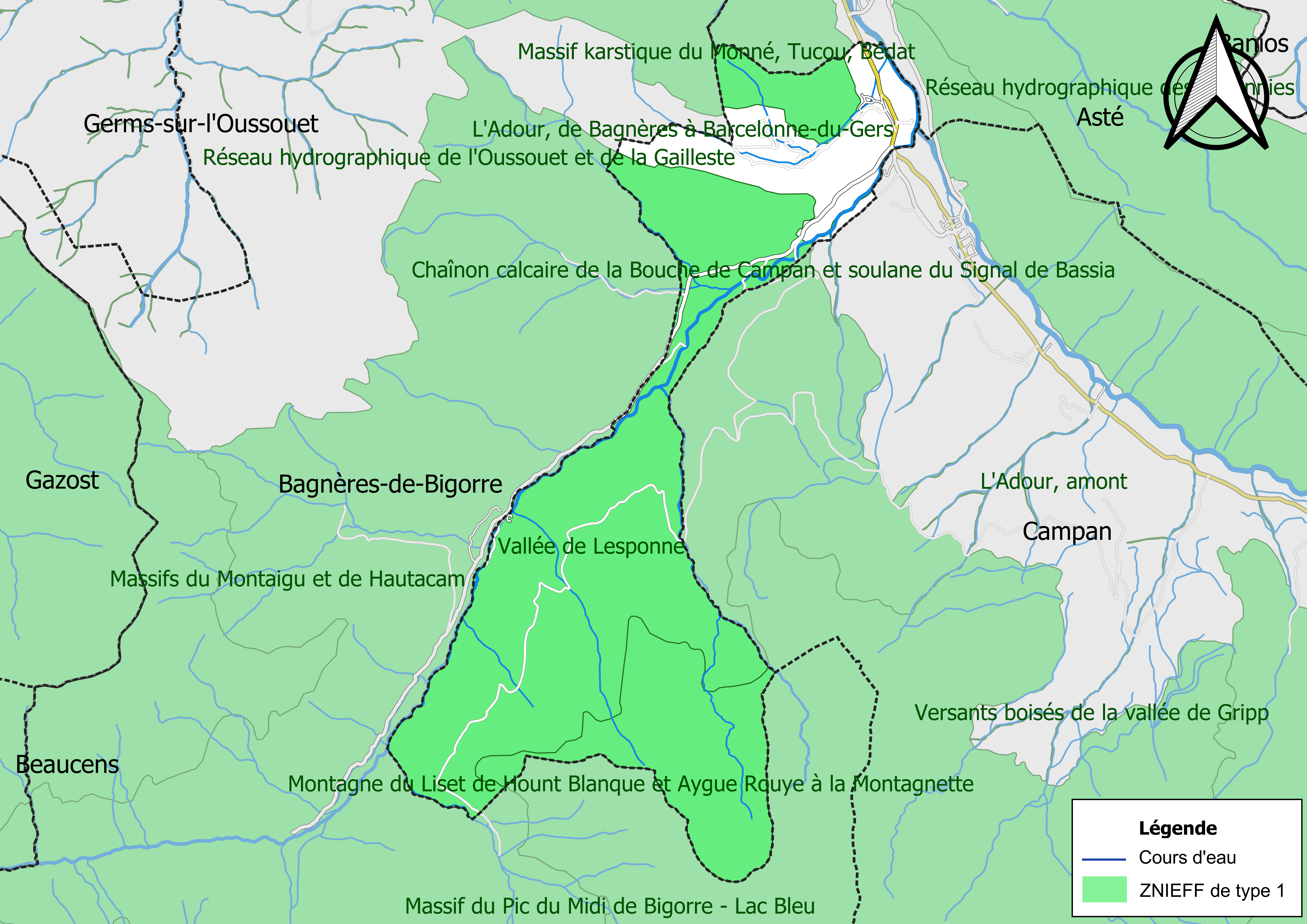
Carte des ZNIEFF de type 1 sur la commune.
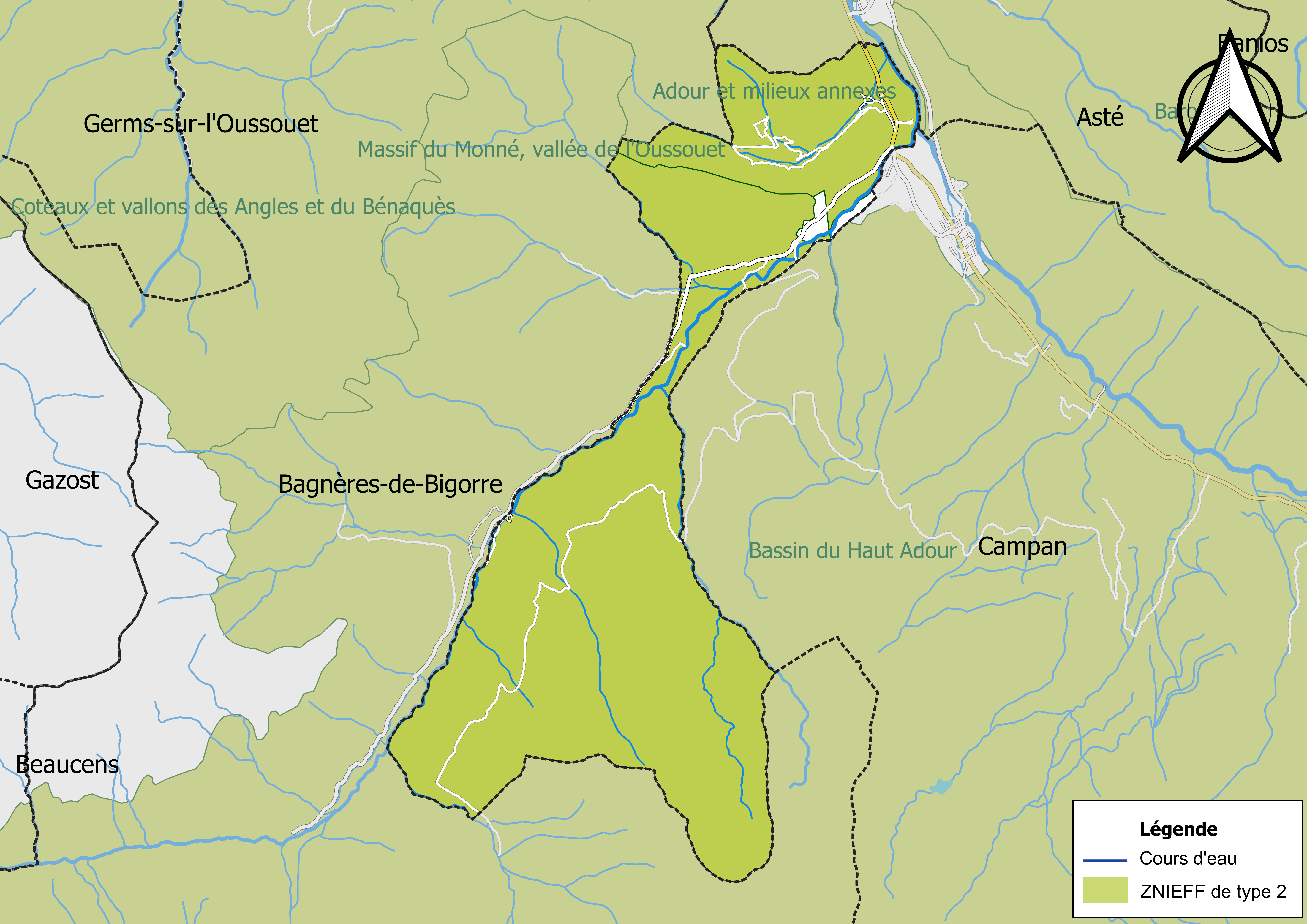
Carte des ZNIEFF de type 2 sur la commune.

## Urbanisme

### Typologie
Au 1er janvier 2024, Beaudéan est catégorisée commune rurale à habitat dispersé, selon la nouvelle grille communale de densité à sept niveaux définie par l'Insee en 2022.
Elle appartient à l'unité urbaine de Bagnères-de-Bigorre, une agglomération intra-départementale regroupant dix  communes, dont elle est une commune de la banlieue,,. Par ailleurs la commune fait partie de l'aire d'attraction de Bagnères-de-Bigorre, dont elle est une commune de la couronne,. Cette aire, qui regroupe 21 communes, est catégorisée dans les aires de moins de 50 000 habitants,.

### Occupation des sols
L'occupation des sols de la commune, telle qu'elle ressort de la base de données européenne d’occupation biophysique des sols Corine Land Cover (CLC), est marquée par l'importance des forêts et milieux semi-naturels (73 % en 2018), une proportion sensiblement équivalente à celle de 1990 (72,3 %). La répartition détaillée en 2018 est la suivante : 
forêts (37 %), milieux à végétation arbustive et/ou herbacée (30,1 %), prairies (16,2 %), zones agricoles hétérogènes (10,8 %), espaces ouverts, sans ou avec peu de végétation (5,9 %), zones urbanisées (0,1 %).
L'IGN met par ailleurs à disposition un outil en ligne permettant de comparer l’évolution dans le temps de l’occupation des sols de la commune (ou de territoires à des échelles différentes). Plusieurs époques sont accessibles sous forme de cartes ou photos aériennes : la carte de Cassini (XVIIIe siècle), la carte d'état-major (1820-1866) et la période actuelle (1950 à aujourd'hui).

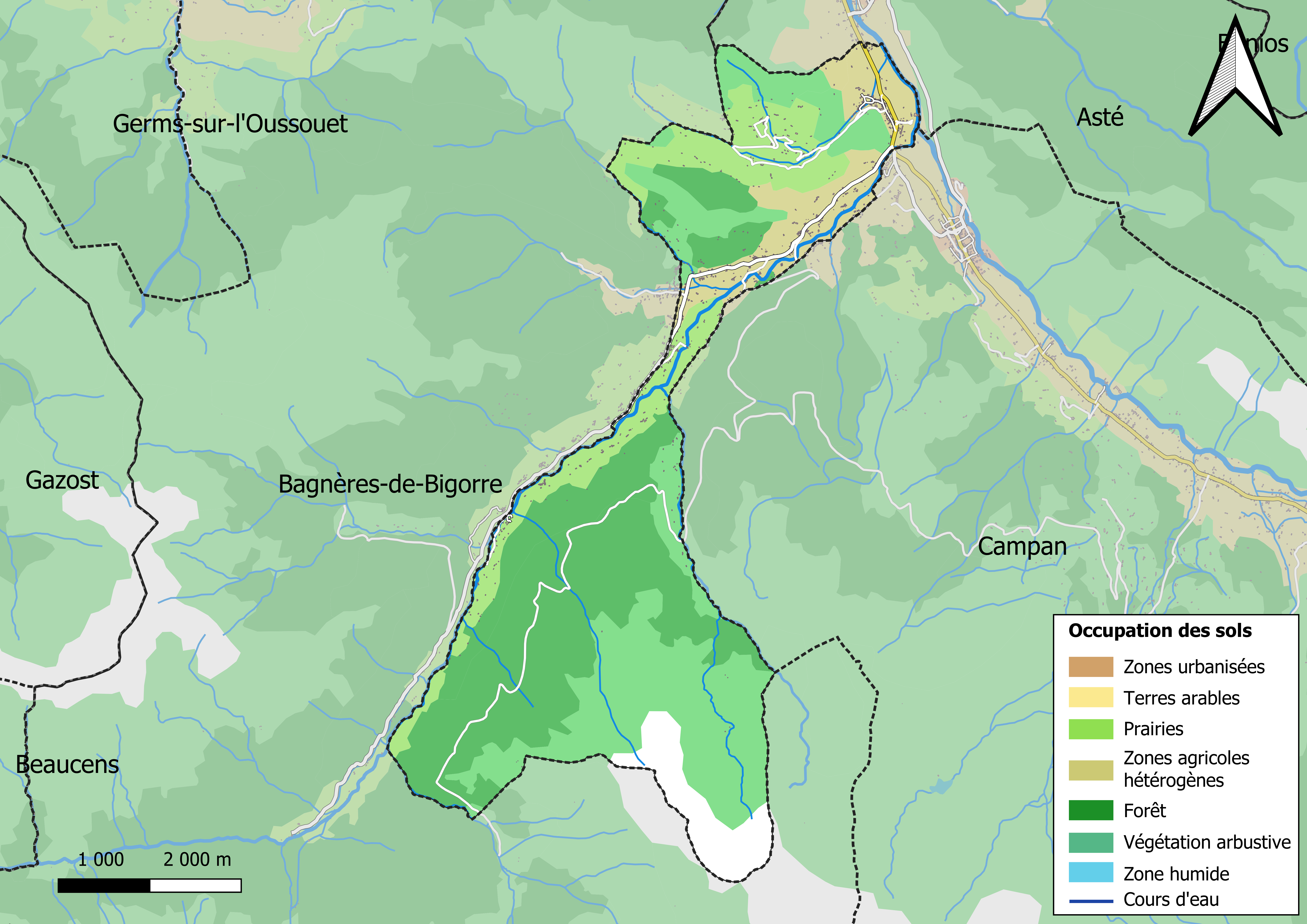
Carte des infrastructures et de l'occupation des sols en 2018 (CLC) de la commune.
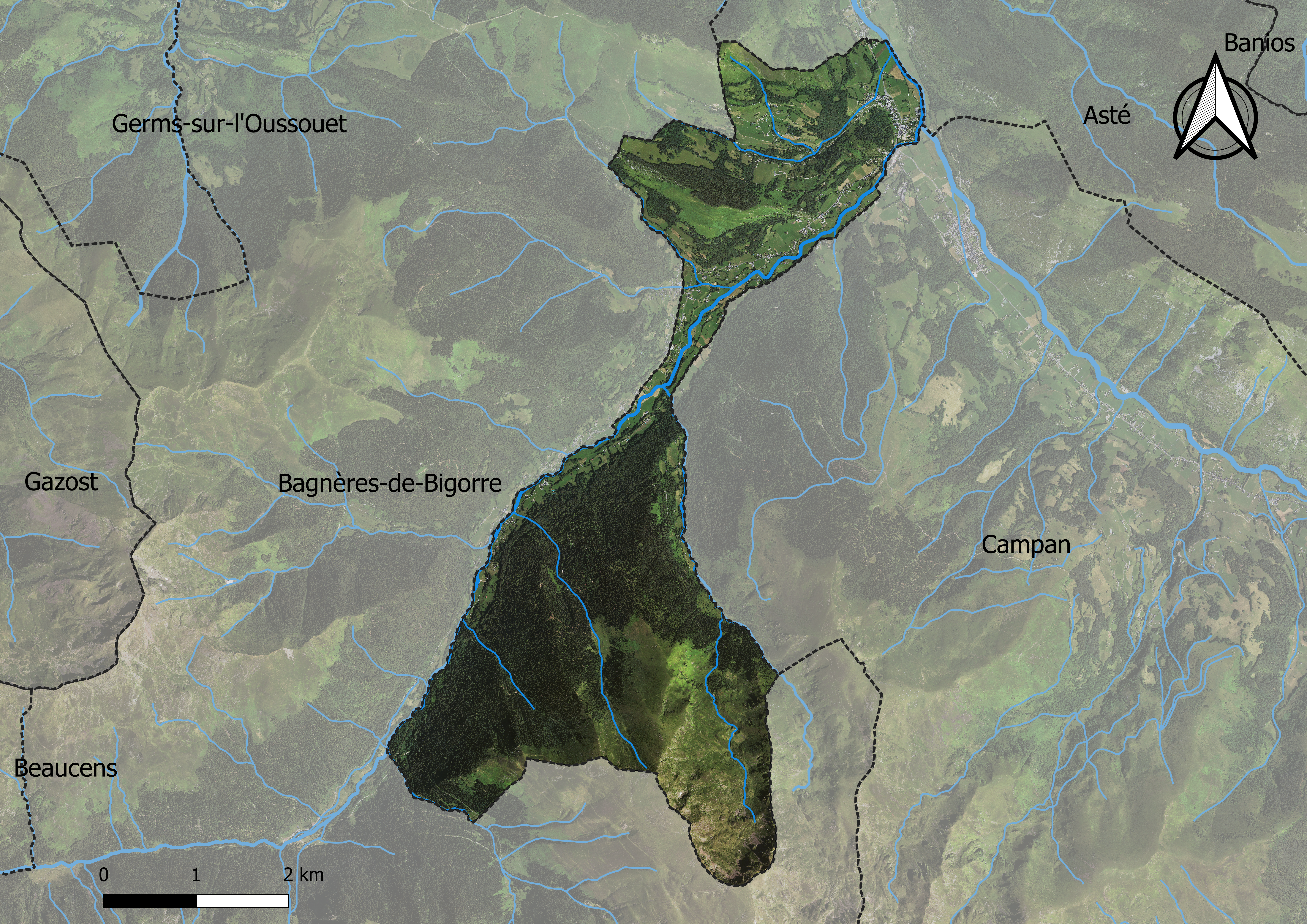
Carte orthophotogrammétrique de la commune.

### Logement
En 2012, le nombre total de logements dans la commune est de 422.

Parmi ces logements, 42.5  % sont des résidences principales, 52.2  % des résidences secondaires et  5.3  % des logements vacants.

### Risques naturels et technologiques

Sélection de vues de plaques de rues du village.
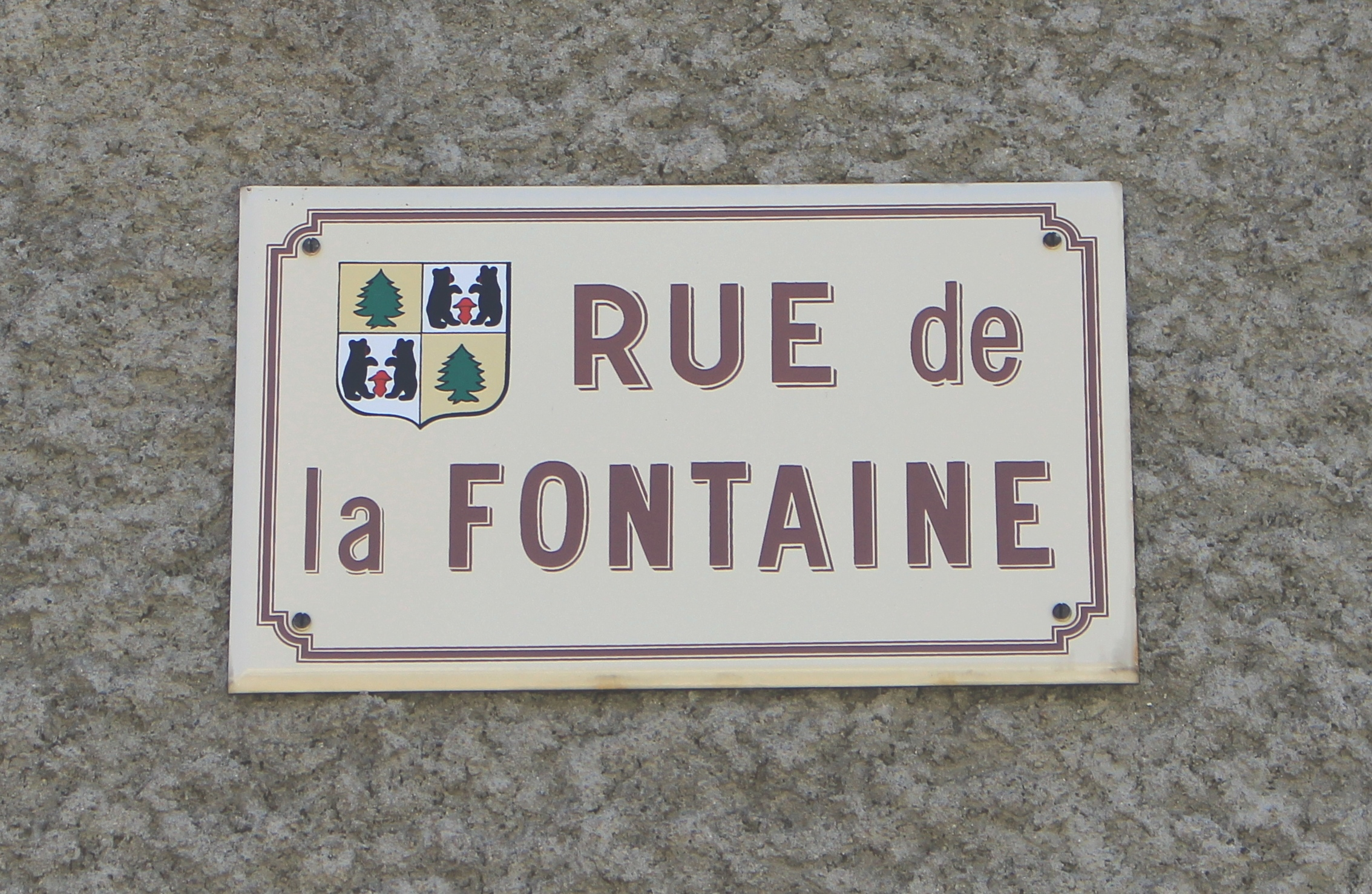
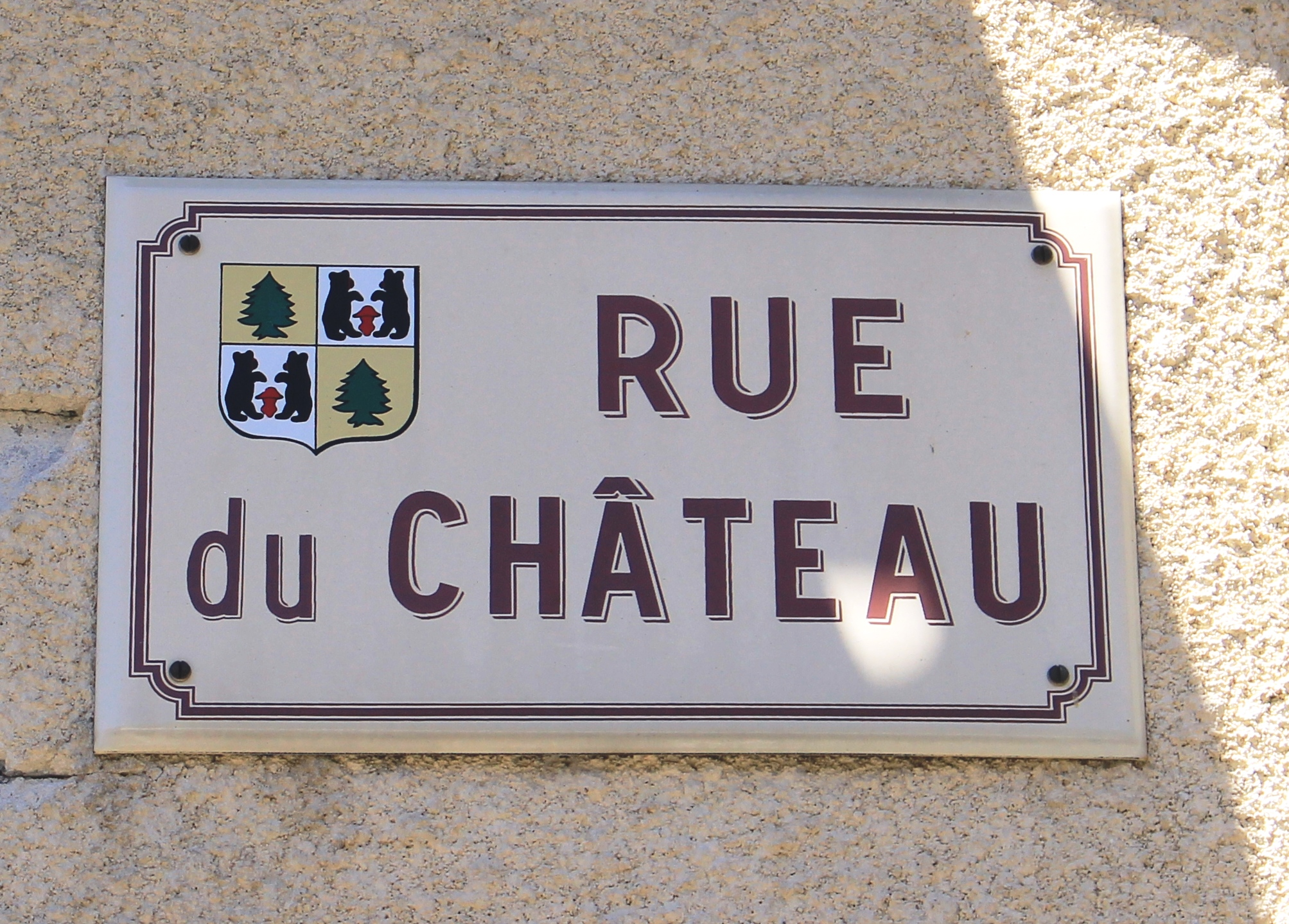

### Voies de communication et transports
Cette commune est desservie par la D 935 et par la route départementale D 29.

## Toponymie

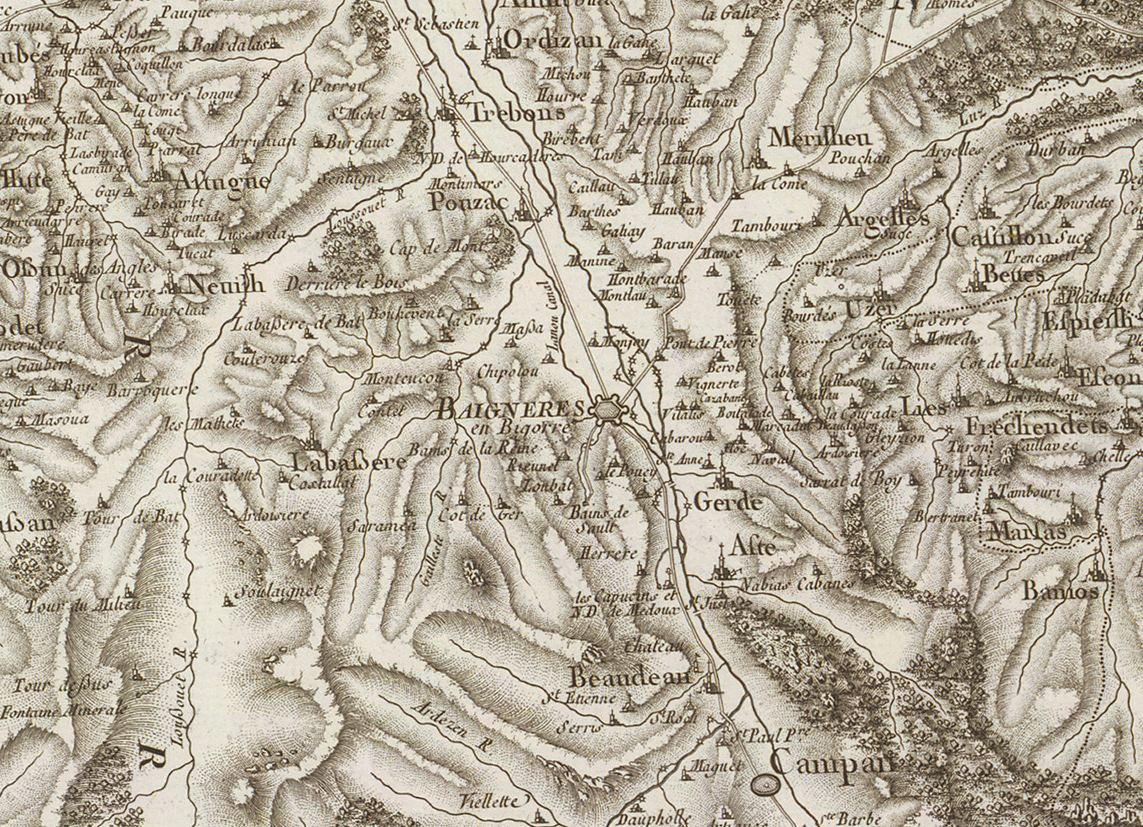
Extrait de la carte de Cassini (entre 1756 et 1789) situant Beaudéan au sud de Bagnères-de-Bigorre

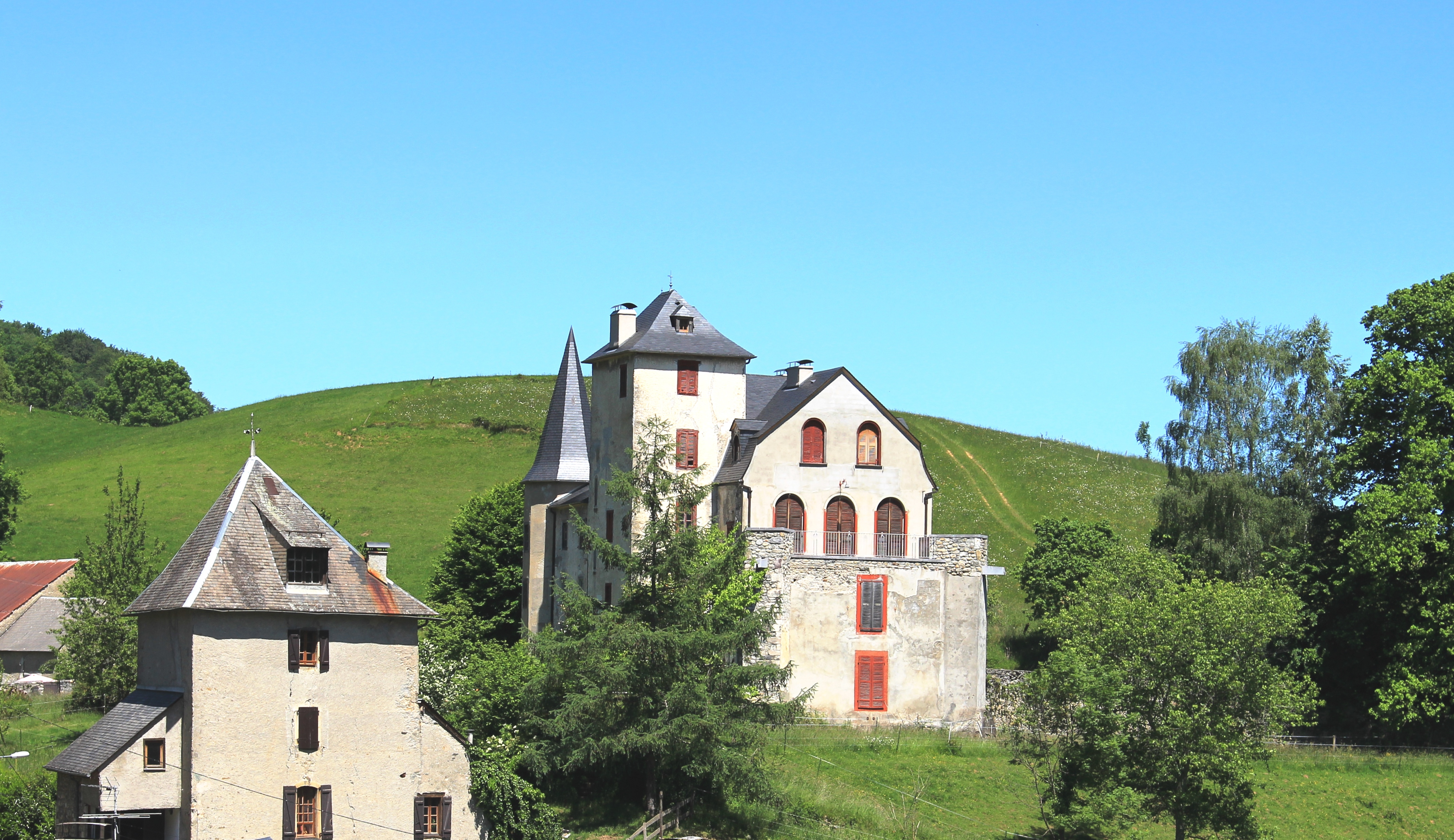
Le château en 2020.

On trouvera les principales informations dans le Dictionnaire toponymique des communes des Hautes-Pyrénées de Michel Grosclaude et Jean-François Le Nail qui rapporte les dénominations historiques du village :
Dénominations historiques :
- In Beldeyano, latin (v. 1090, Larcher, cartulaire de Saint-Pé) ;
- Arnaldus de Beudean, latin et gascon (1283, procès Bigorre) ;
- Beudeaa , (1285, montre Bigorre) ;
- apud Beudeanum, latin (1300, enquête Bigorre) ;
- De Baudeano, latin (1313, Debita regi Navarre ; 1342, pouillé de Tarbes) ;
- de Veudeano, latin (1379, procuration Tarbes) ;
- Beudean, (1429, censier de Bigorre) ;
- Baudean, (1760, Larcher, pouillé de Tarbes) ;
- Beaudean, (fin XVIIIe siècle, carte de Cassini).

Étymologie : nom de domaine, du nom de personnage germanique Bald-win (latinisé en Baldinus) et suffixe anum.

Son nom vient d'une formation latine baldeanum : domaine de Baldeus.
Nom gascon : Beudian.
Une autre origine étymologique existe et pourrait être d'origine basque. Beaudéan serait la contraction romanisée et orale de l'agglutination des mots - behor et - bidean. Ce toponyme signifierait "sur le chemin des juments". Il faut savoir que la langue basque a la particularité de souvent contracter les syllabes de deux mots pour n'en former qu'un seul. De là des fragments de mots peuvent disparaître. Ici, le suffixe -r et le préfixe bi- se suppriment. Il se forme alors le mot Behodean, très proche du toponyme Beaudéan. Aussi, il n'est pas rare de rencontrer des noms de villages d'origine basque dans des zones externes au Pays-Basque, à l'exemple de Biscarosse, Hossegor et Arengosse dans les Landes, ainsi que Bun et Visker en Bigorre.[réf. nécessaire]

## Histoire
En 1628 La communauté de Beaudéan est en procès avec son seigneur Jean-François de Beaudéan devant le Parlement de Toulouse et constitue comme syndics pour le poursuivre et emprunter l'argent nécessaire, Collau Dortigué et Jean-Trogin de Peteilh dit du Hauret. L'objet n'est pas connu. (Source : acte de jurade du mois d'avril)

### Cadastre napoléonien de Beaudéan
Le plan cadastral napoléonien de Beaudéan est consultable sur le site des archives départementales des Hautes-Pyrénées.

## Politique et administration

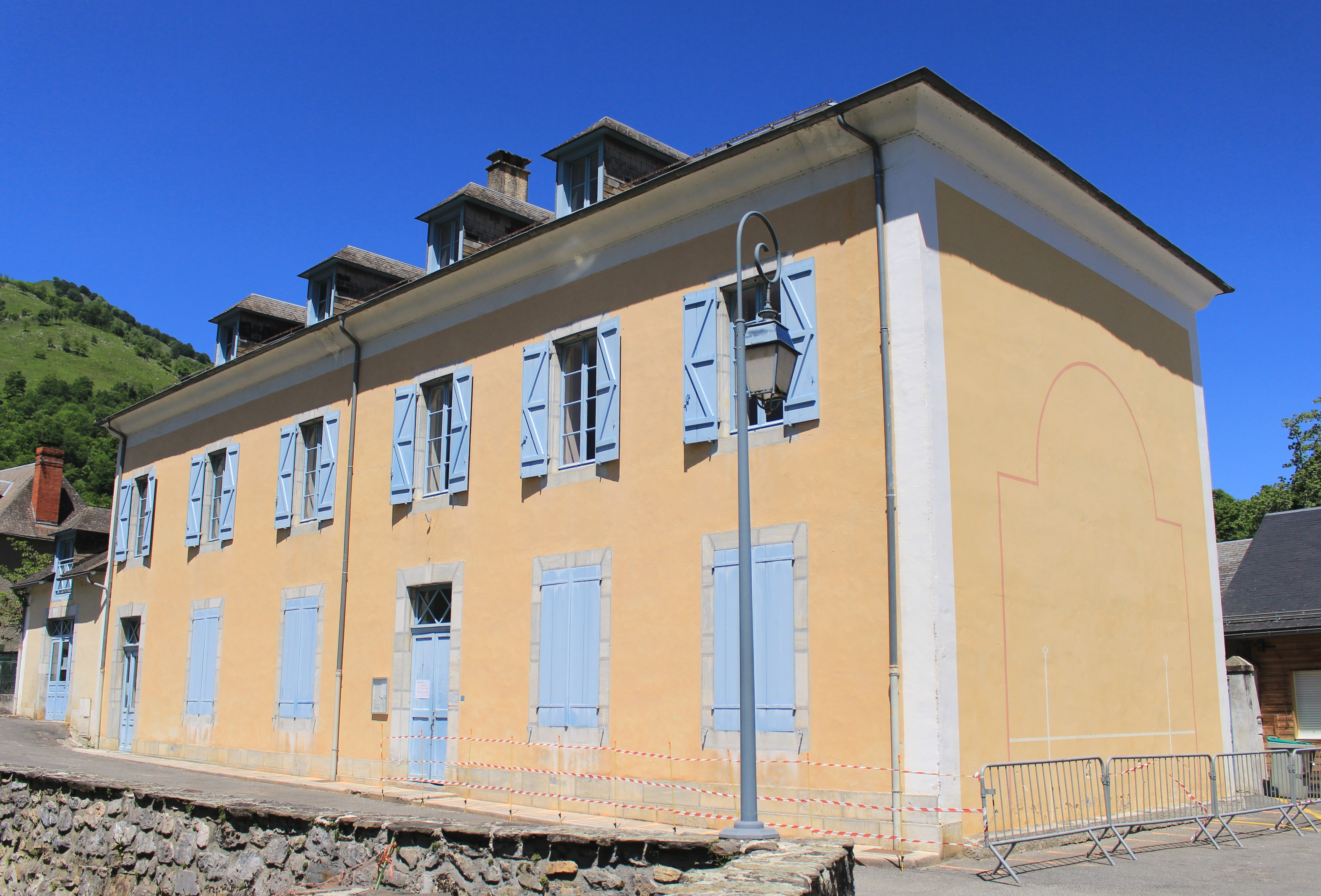
La mairie en 2020.

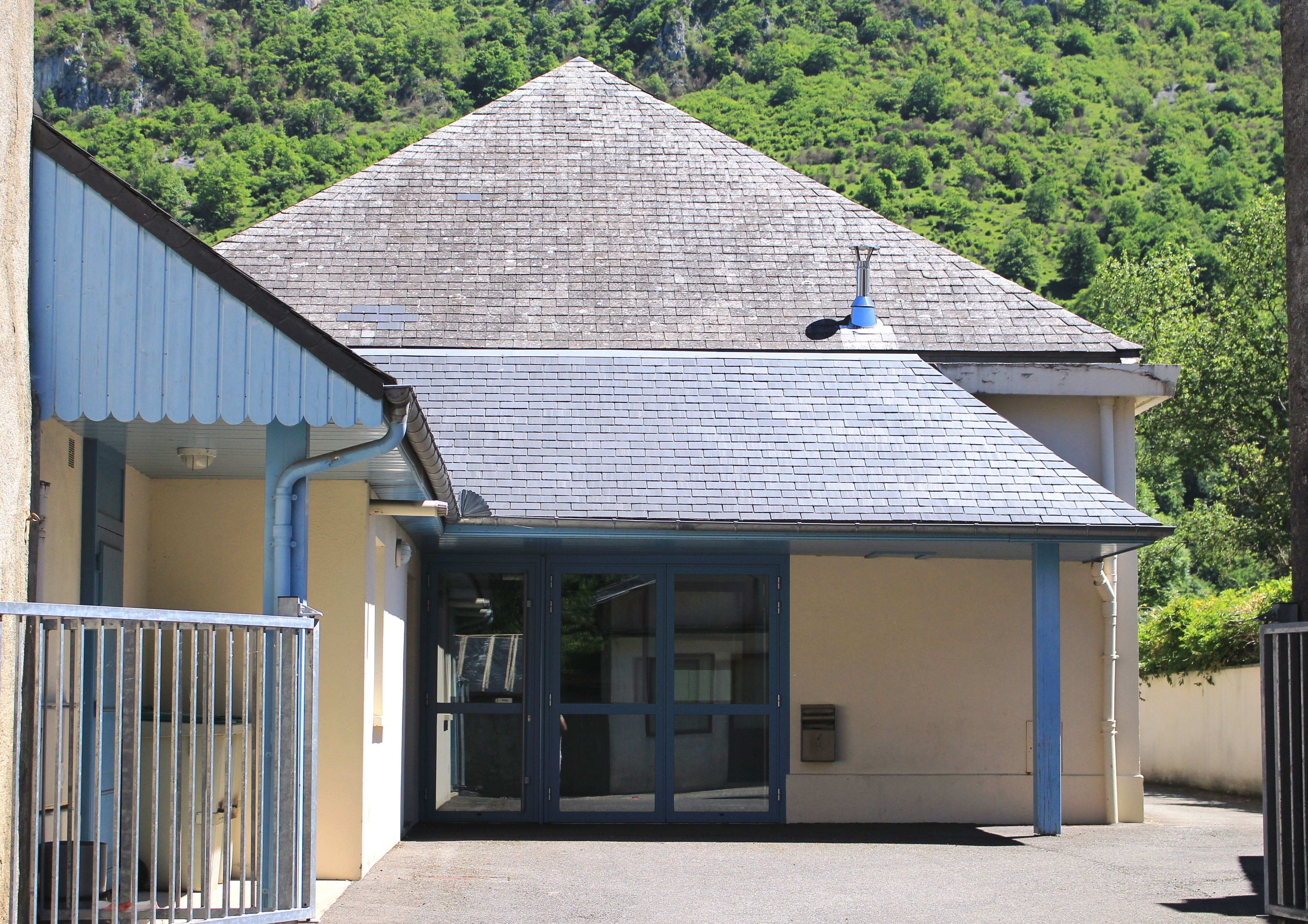
Le foyer rural en 2020

### Liste des maires
| Période                                  | Période  | Identité       | Étiquette     | Qualité                                                                      |
| ---------------------------------------- | -------- | -------------- | ------------- | ---------------------------------------------------------------------------- |
| Les données manquantes sont à compléter. |          |                |               |                                                                              |
|                                          |          |                |               |                                                                              |
| mars 1989                                | mai 2020 | Jacques Brune  | PRG puis LREM | Conseiller général puis départemental Président de la Communauté de communes |
| mars 2020                                | en cours | Yves Laffaille |               |                                                                              |

### Rattachements administratifs et électoraux

#### Historique administratif
Pays et sénéchaussée de Bigorre, quarteron de Bagnères, seigneurie de Beaudéan, canton de Campan (depuis 1790).

#### Intercommunalité
Beaudéan appartient à la communauté de communes de la Haute-Bigorre créée en décembre 1994 et qui réunit 24 communes.

## Population et société

### Démographie

#### Évolution démographique

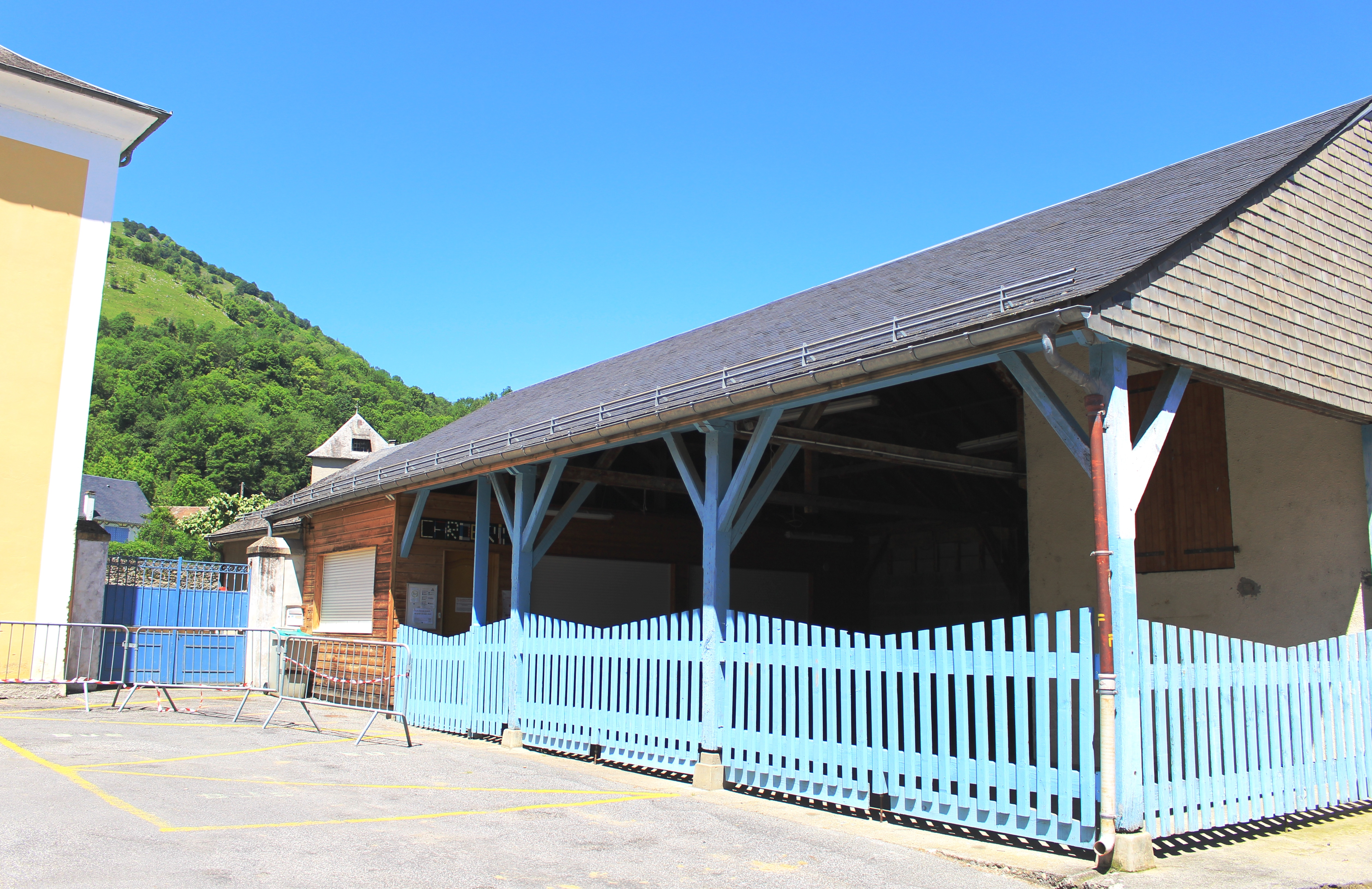
L'école maternelle en 2020.

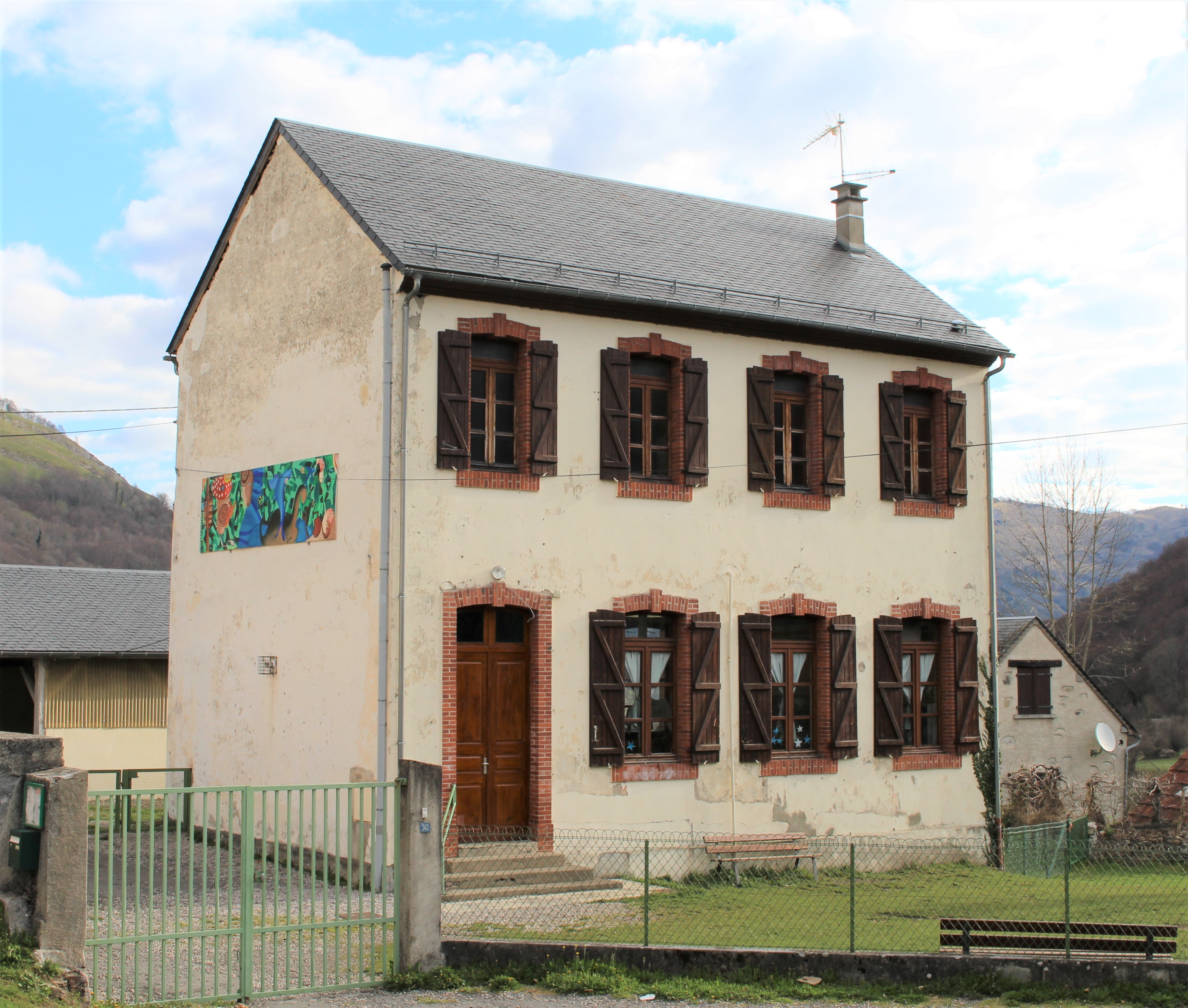
L'ancienne école de Lesponne.

| 1793 | 1800 | 1806 | 1821 | 1831 | 1836 | 1841  | 1846 | 1851 |
| ---- | ---- | ---- | ---- | ---- | ---- | ----- | ---- | ---- |
| 723  | 713  | 810  | 763  | 865  | 972  | 1 000 | 998  | 976  |

| 1856 | 1861 | 1866 | 1872 | 1876 | 1881 | 1886 | 1891 | 1896 |
| ---- | ---- | ---- | ---- | ---- | ---- | ---- | ---- | ---- |
| 894  | 875  | 895  | 894  | 853  | 780  | 766  | 703  | 731  |

| 1901 | 1906 | 1911 | 1921 | 1926 | 1931 | 1936 | 1946 | 1954 |
| ---- | ---- | ---- | ---- | ---- | ---- | ---- | ---- | ---- |
| 728  | 688  | 634  | 524  | 505  | 552  | 505  | 485  | 474  |

| 1962 | 1968 | 1975 | 1982 | 1990 | 1999 | 2006 | 2008 | 2013 |
| ---- | ---- | ---- | ---- | ---- | ---- | ---- | ---- | ---- |
| 453  | 472  | 378  | 354  | 410  | 378  | 389  | 392  | 386  |

| 2018 | 2022 | - | - | - | - | - | - | - |
| ---- | ---- | - | - | - | - | - | - | - |
| 399  | 392  | - | - | - | - | - | - | - |

### Enseignement
La commune dépend de l'académie de Toulouse. Elle dispose d’une école en 2017.
- École maternelle.

## Économie

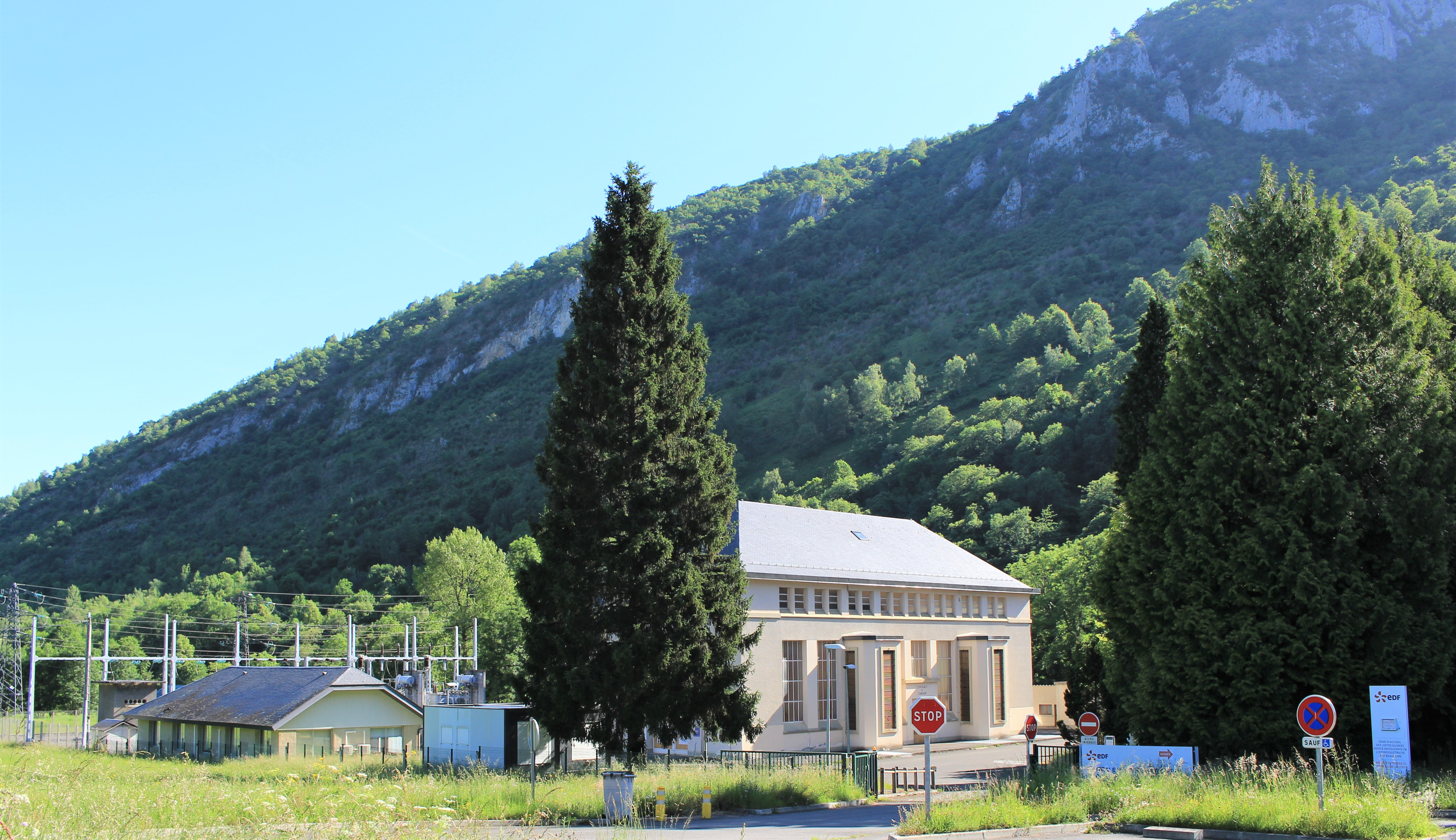
La centrale hydroélectrique de Beaudéan.

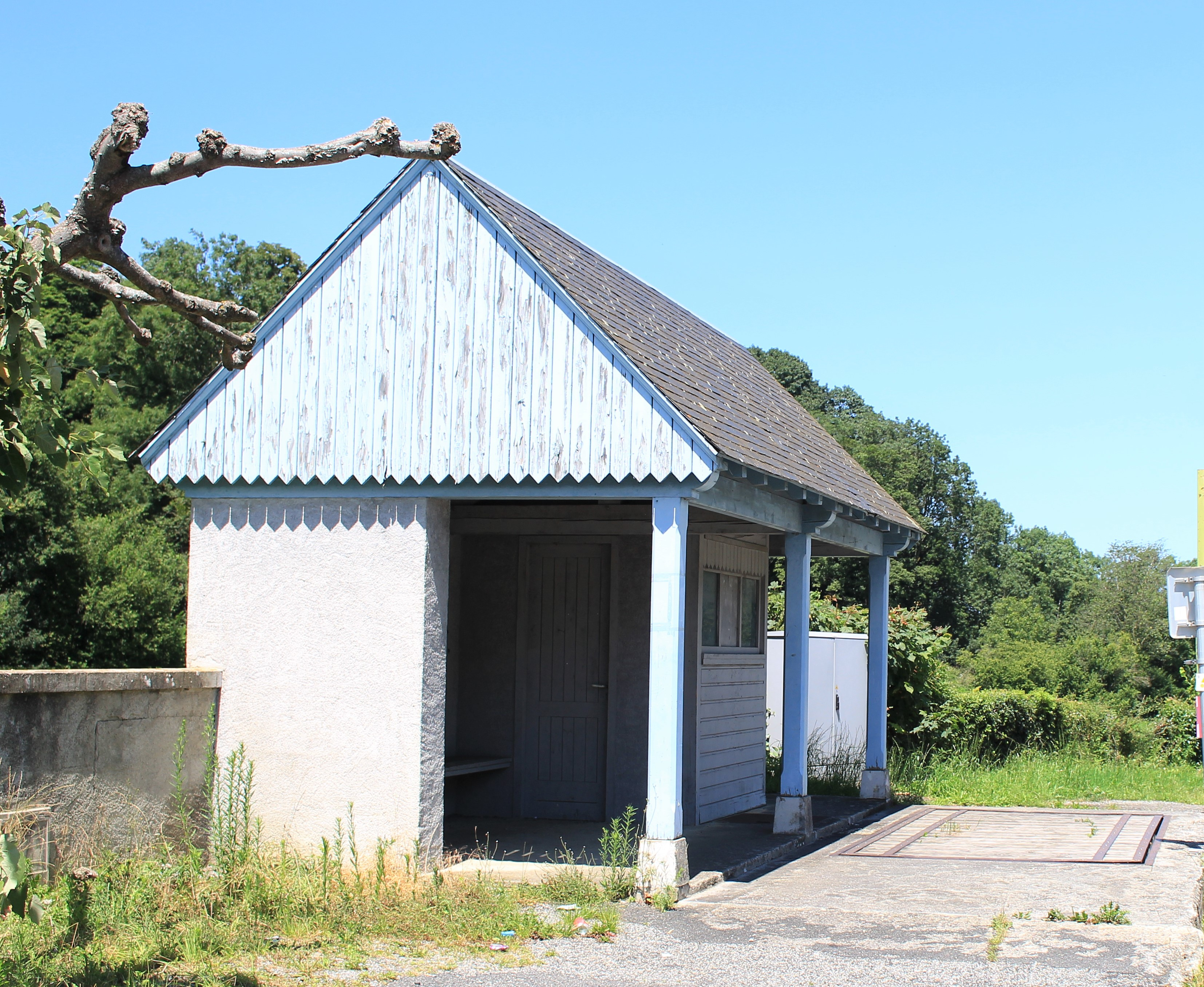
L'ancienne bascule en 2023.

### Revenus
En 2018, la commune compte 189 ménages fiscaux, regroupant 398 personnes. La médiane du revenu disponible par unité de consommation est de 19 750 € (20 420 € dans le département).

### Emploi
|                | 2008  | 2013  | 2018  |
| -------------- | ----- | ----- | ----- |
| Commune        | 7,9 % | 3,8 % | 7 %   |
| Département    | 7,7 % | 9,4 % | 9,8 % |
| France entière | 8,3 % | 10 %  | 10 %  |

En 2018, la population âgée de 15 à 64 ans s'élève à 229 personnes, parmi lesquelles on compte 76,4 % d'actifs (69,4 % ayant un emploi et 7 % de chômeurs) et 23,6 % d'inactifs,. En  2018, le taux de chômage communal (au sens du recensement) des 15-64 ans est inférieur à celui de la France et département, alors qu'en 2008 il était supérieur à celui du département et inférieur à celui de la France.
La commune fait partie de la couronne de l'aire d'attraction de Bagnères-de-Bigorre, du fait qu'au moins 15 % des actifs travaillent dans le pôle,. Elle compte 65 emplois en 2018, contre 65 en 2013 et 72 en 2008. Le nombre d'actifs ayant un emploi résidant dans la commune est de 164, soit un indicateur de concentration d'emploi de 39,5 % et un taux d'activité parmi les 15 ans ou plus de 52,5 %.
Sur ces 164 actifs de 15 ans ou plus ayant un emploi, 27 travaillent dans la commune, soit 17 % des habitants. Pour se rendre au travail, 88,4 % des habitants utilisent un véhicule personnel ou de fonction à quatre roues, 0,6 % les transports en commun, 6,1 % s'y rendent en deux-roues, à vélo ou à pied et 4,9 % n'ont pas besoin de transport (travail au domicile).

## Culture locale et patrimoine

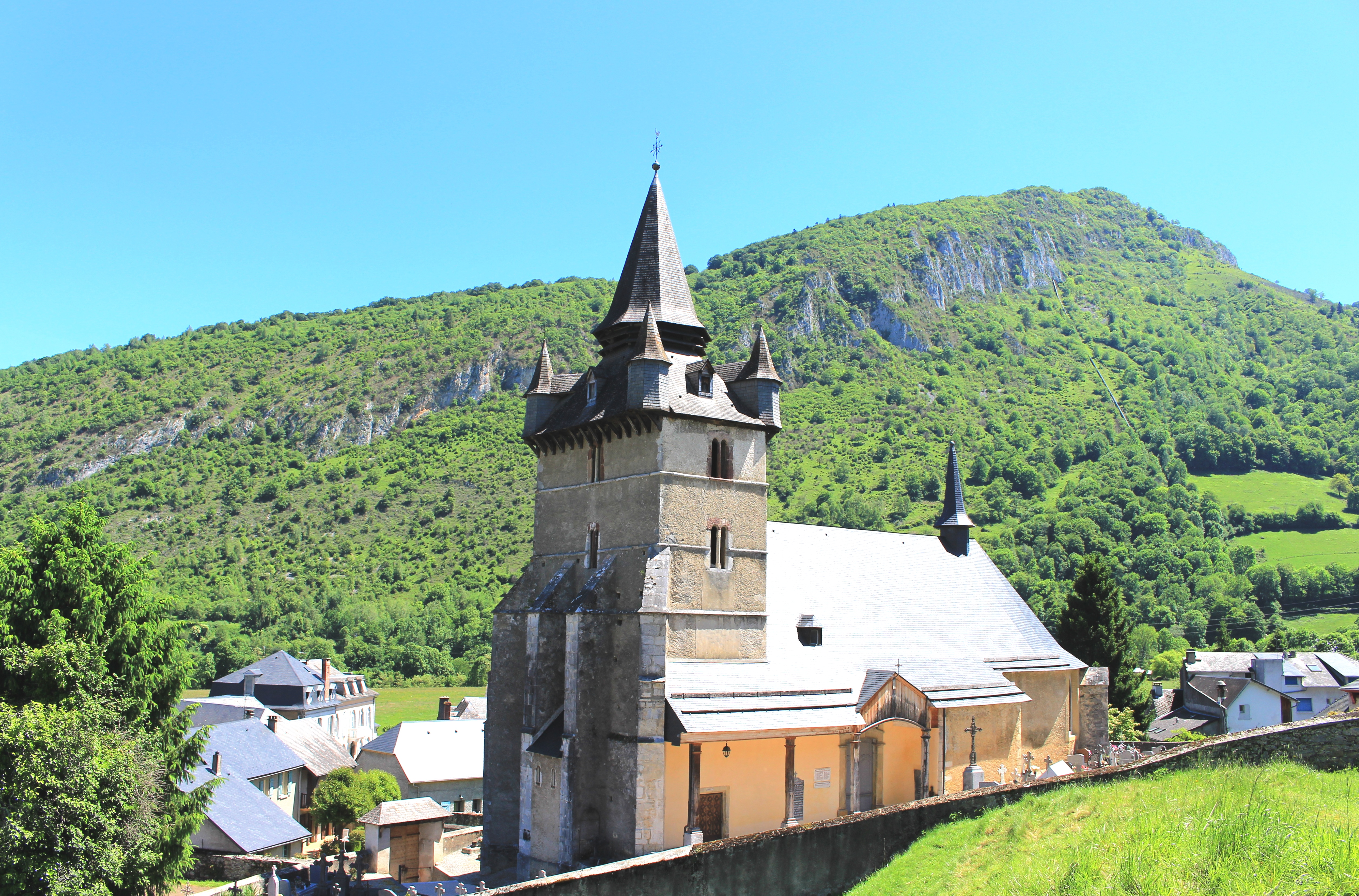
L'église Saint-Martin.

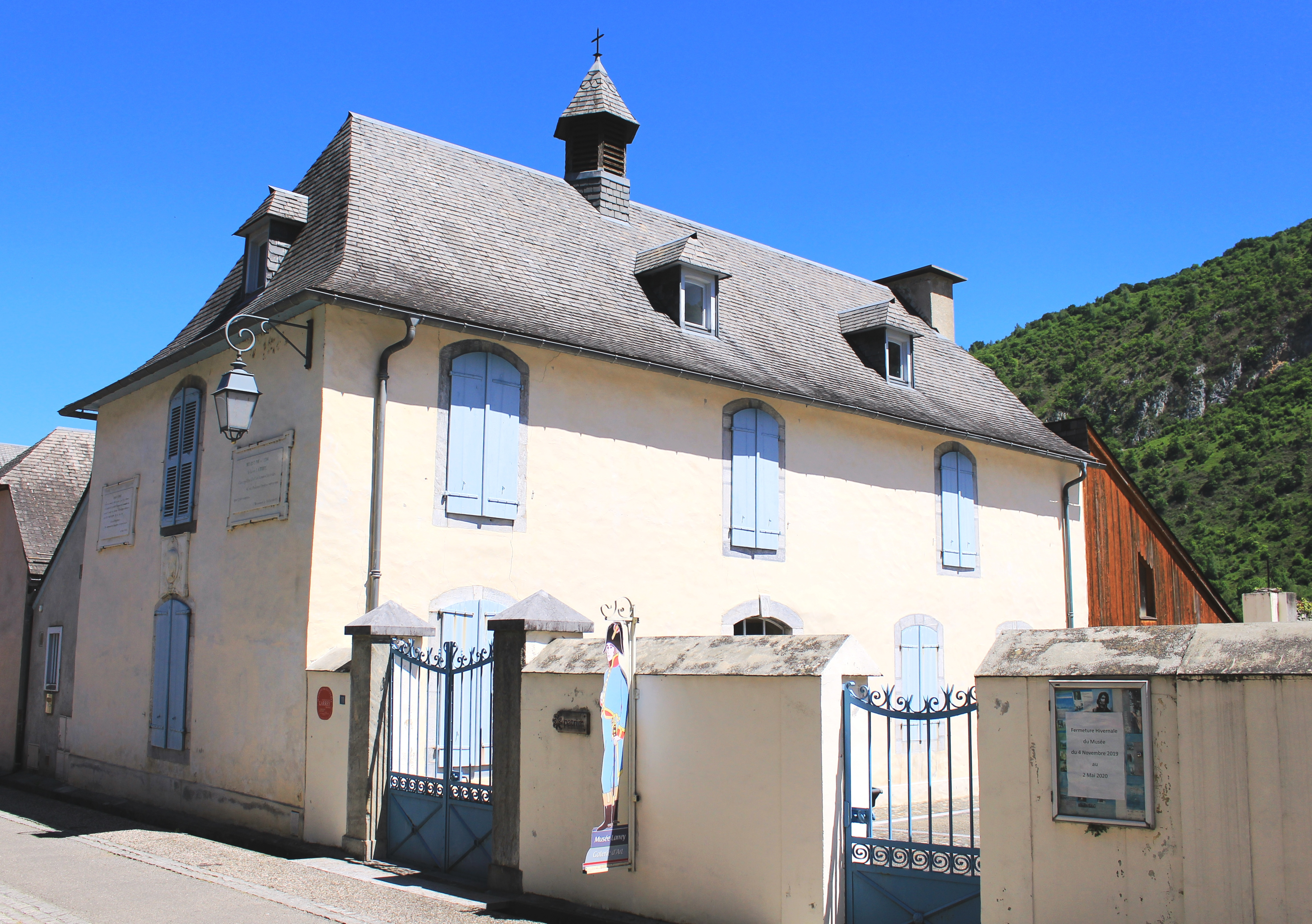
Le musée Larrey.

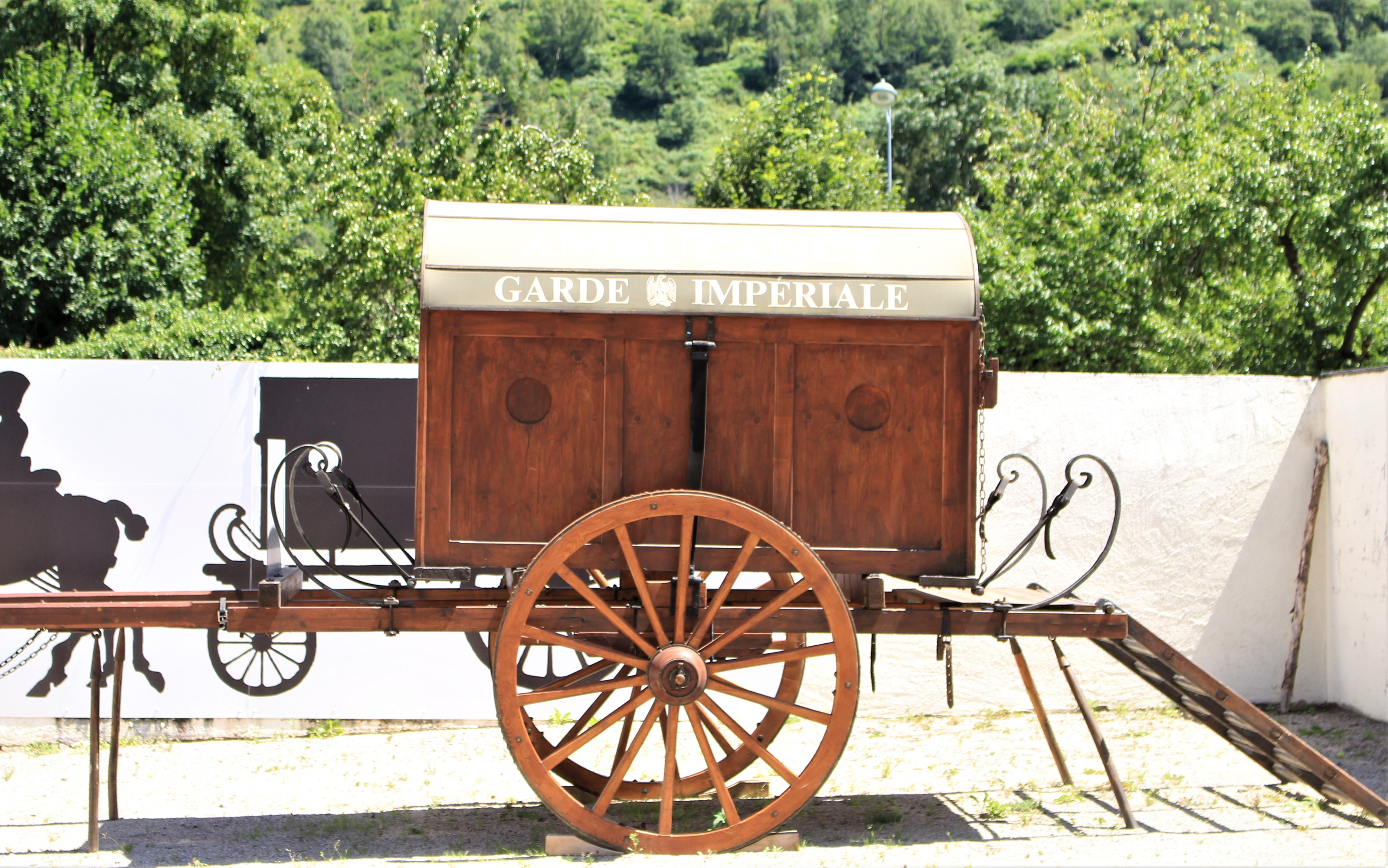
Réplique d'une ambulance volante.

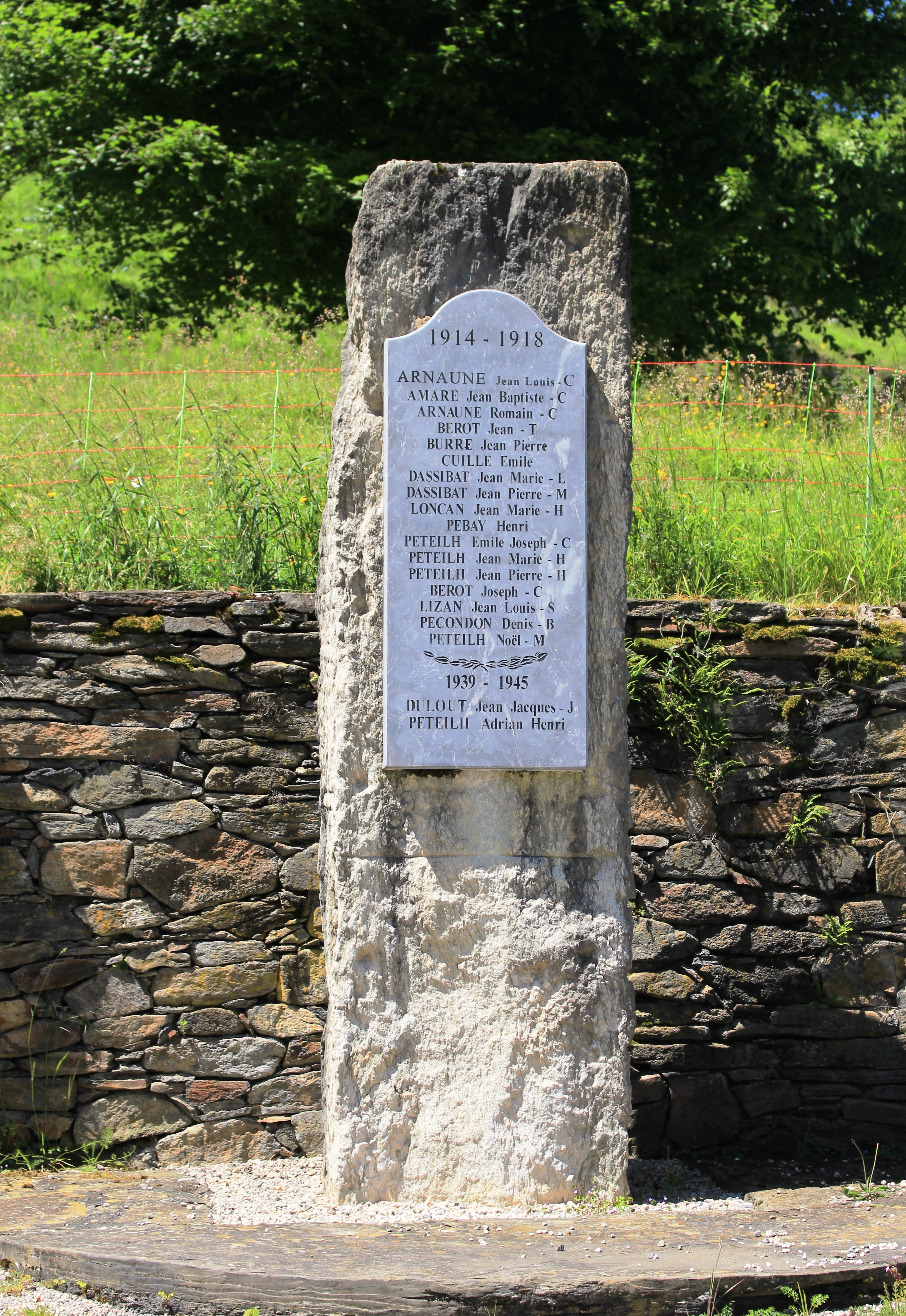
Le monument aux morts municipal.

### Lieux et monuments
- Église Saint-Martin de Beaudéan, église du XVIe siècle se caractérise par un clocher à quatre clochetons en encorbellement. Elle abrite un retable et un tabernacle, œuvres de Marc Ferrère.
- Maison natale Dominique-Jean Larrey : un musée installé dans la maison natale de Dominique-Jean Larrey, retrace l'histoire de celui-ci mais aussi, plus généralement, celle de la chirurgie militaire.
- Lavoir.
- Château de Beaudéan.

### Personnalités liées à la commune
- Alexis Larrey, chirurgien, né à Baudéan en 1750.
- Dominique-Jean Larrey, neveu du précédent, chirurgien au sein des armées napoléoniennes, est natif du village (naissance le 8 juillet 1766). Chirurgien en chef de l'armée d'Orient (campagne d'Égypte) il est le dernier à quitter l'Égypte en octobre 1801. Chirurgien en chef de la Grande Armée, il est nommé baron après la bataille de Wagram. Il est fait prisonnier à Waterloo. Il est élu en 1829 à l'Académie des sciences. Il meurt à Lyon en 1842.

### Héraldique
| Blason | Blasonnement : Écartelé : aux 1er et 4e d’or au sapin de sinople, aux 2e et 3e d’argent au heaume de gueules taré de profil et accosté de deux ours debout et affrontés de sable. |